# Maiuca
Maiuca (łac. Diocesis Maiucensis) – stolica historycznej diecezji we Cesarstwie rzymskim w prowincji Mauretania Cezarensis, zlikwidowana w VII w. podczas ekspansji islamskiej, współcześnie w północnej Algierii. Obecnie katolickie biskupstwo tytularne. 

## Biskupi tytularni
| Lp. | Biskup                      | Funkcja                                  | Od               | Do               |
| --- | --------------------------- | ---------------------------------------- | ---------------- | ---------------- |
| 1   | Federico Callori di Vignale | –                                        | 15 lutego 1965   | 25 lutego 1965   |
| 2   | Costanzo Micci              | administrator apostolski Fano (Włochy)   | 15 sierpnia 1966 | 1 czerwca 1973   |
| 3   | Jan Gałecki                 | biskup pomocniczy szczecińsko-kamieński  | 4 lutego 1974    | 27 kwietnia 2021 |
| 4   | Jewgienij Zinkowski         | biskup pomocniczy Karagandy (Kazachstan) | 29 czerwca 2021  |                  |